# Méat acoustique externe (partie osseuse)
Le méat acoustique externe (ou conduit auditif externe) est le canal osseux situé dans la partie tympanique de l'os temporal entre le tympan et le pore acoustique externe.
Le tympan le sépare de l'oreille moyenne et le pore acoustique de l'auricule.
Le tympan s’insère dans le sillon tympanique qui est creusé au fond du méat acoustique. Ce dernier ne décrit pas un cercle complet et s'étend entre les deux bords de la partie tympanique.
Le tympan présente dans sa partie supérieure l'incisure tympanique ( ou incisure de Rivinus).
Il suit un trajet sinueux oblique en avant et en dedans.
A l'avant du pore acoustique une saillie osseuse forme la grande épine tympanique (ou corne tympanale antérieure ou épine tympanique antérieure).
A l'arrière du pore acoustique une saillie osseuse forme la petite épine tympanique (ou corne tympanale postérieure ou épine tympanique postérieure).